# Abderrahmane Youssoufi
  Abderrahmane Youssoufi  (àrab: عبدُ الرحمٰن اليُوسُفي)  (Tànger, 8 de març de 1924 - Casablanca, 29 de maig de 2020) fou un polític marroquí que va exercir de primer ministre entre 1998 i 2002.

## Primers anys
Nascut en Tànger, Abderrahmane Youssoufi va ser des de jove socialista. Des de 1944 es va dedicar a l'organització de la classe obrera de Casablanca, i el 1949 va començar a lluitar pels drets dels marroquins emigrats a França.
Va estudiar a més dret, practicant-ho a la seva ciutat natal de 1952 a 1960.

## Carrera política
El 1959, Yusufi es va unir a la Unió Nacional de Forces Populars, un partit polític d'esquerra. Per la seva pertinença a est va ser arrestat en aquest mateix any, i novament el 1963, portant-li aquesta última detenció a una condemna de dos anys de presó. Després de la seva excarceració, Youssoufi es va autoexiliar en París durant quinze anys.
Mentrestant, la UNFP s'havia convertit en la Unió Socialista de Forces Populars. El 1980, Youssoufi va tornar per unir-se al nou partit, ascendint a secretari del mateix el 1992.

### Primer ministre
El març de 1998, el rei Hassan II va nomenar Youssoufi Primer Ministre del Marroc, càrrec que va ocupar fins a l'octubre de 2002. En 2003, Youssoufi va anunciar la seva retirada de la política.